# Pugieu
Pugieu è un ex comune francese di 158 abitanti situato nel dipartimento dell'Ain della regione dell'Alvernia-Rodano-Alpi. Il 1º gennaio 2017 viene accorpato al comune di Chazey-Bons formando un unico comune che assume il nome di quest'ultimo.

## Società

### Evoluzione demografica
Abitanti censiti